# Дешенов, Татан
Татан Дешенов (1887—1960) — советский животновод, старший табунщик колхоза «Жана-Жол» Жилокосинского района Гурьевской области, Казахская ССР. Герой Социалистического Труда (1948).

## Биография
Татан Дешенов родился в 1887 году в ауле Шокпартогай Кара-Арнинский сельсовет Жилокосинского района Гурьевской области.
До революции работал крестьянином.
Татан Дешенов в 1929 году первым вступил в колхоз «Жана-Жол» Жилокосинского района и с большим желанием начал работать на колхозных фермах. Сначала пастухом на молочно-товарной ферме, затем чабаном на овце-товарной ферме, а с 1943 года табунщиком на коневодческой товарной ферме колхоза «Казахстан» этого же района.
В 1953 году правление колхоза его назначает старшим табунщиком конетоварной фермы и на этой должности он работает до ухода на пенсию, до 1957 года.
Опытный, хорошо знающий свое дело, он много сделал для подъёма колхозного коневодства. Государственный план развития конепоголовья за 1945—1946 годы он выполнил на 104 и 100 процентов. 
За ним в 1947 году было закреплено 60 кобыл, от которых он получил и вырастил 60 жеребят. В 1948 году от 67 кобыл им было получено и сохранено 67 жеребят, в 1949 году получил и вырастил от каждой конематки по жеребенку закреплённых за ним, в 1950 году от 88 кобыл он вырастил 88 жеребят, а в 1951 году от 100 кобыл получил и сохранил 99 жеребят. В течение 5 лет в его табуне не было случая падежа как взрослых лошадей, так и молодняка.
В последующих годах он добивался хороших результатов в развитии колхозного конепоголовья. Принимал участие в общественной жизни района. Татан Дешенов в марте 1953 года был избран депутатом Жилокосинского районного Совета депутатов трудящихся. До последнего дня своей жизни знатный табунщик Татан Дешенов передавал свой многолетний опыт молодым коневодам колхоза.
За трудовую доблесть в декабре 1946 года он был награжден медалью «За доблестный труд в Великой Отечественной войне 1941—1945 гг.».
Указом Президиума Верховного Совета СССР от 23 июля 1948 года «за получение высокой продуктивности животноводства в 1947 году при выполнении колхозом обязательных поставок сельскохозяйственных продуктов и плана развития животноводства» удостоен звания Героя Социалистического Труда с вручением ордена Ленина и золотой медали «Серп и Молот»